# Belisaire, le Cajun
Pour plus de détails, voir Fiche technique et Distribution.
Belisaire, le Cajun est un film de fiction historique et d'aventure américain du cinéaste louisianais Glen Pitre, réalisé et sorti en 1986. 

## Synopsis
Le film se déroule au milieu du XIXe siècle, bien après la vente de la Louisiane par Napoléon Ier. Le sujet du film raconte l'histoire d'un médecin cadien, Bélisaire Breaux, aux savoirs médicaux traditionnels et ancestraux appris auprès des Amérindiens depuis l'époque de la Louisiane française, entrant en conflit avec les nouveaux immigrants anglophones venant peupler l'État américain de la Louisiane. L'action se passe essentiellement dans le Sud-Ouest de la Louisiane historique, au milieu des bayous dans la région de l'Acadiane.
Le film fut présenté dans la sélection officielle d'Un certain regard lors du Festival de Cannes de 1986.

## Fiche technique
- Titre français : Bélisaire le Cajun
- Titre original : Belizaire The Cajun
- Réalisation : Glen Pitre
- Société(s) de production : Cote Blanche Productions
- Budget :  $1 444 618 (USA)
- Pays de production : USA
- Langue originale : anglais
- Format : Couleur - 1,85:1 - 35 mm  - Son stéréo
- Genre : Film d'aventure historique
- Durée : 103 minutes
- Date de sortie :
  - États-Unis : 13 juin 1986

## Distribution
- Armand Assante
- Robert Duvall
- Stephen McHattie
- Will Patton
- Michael Schoeffling